# Clarissa
Clarissa o la historia de una joven dama (Clarissa, or, The History of a Young Lady) es una novela epistolar escrita por Samuel Richardson y publicada por vez primera en 1748.
Aunque generalmente el libro es conocido simplemente por Clarissa, también en ocasiones el título es Clarissa Harlowe; or the History of a Young Lady.
Clarissa es una novela excepcionalmente larga; si se eliminan las novelas-río, bien puede ser la novela más larga del idioma inglés. El volumen completo de su tercera edición, la edición más extensamente revisada por Richardson, alcanza más de un millón de palabras.  Sólo la primera edición alcanza casi las 969.000 palabras.

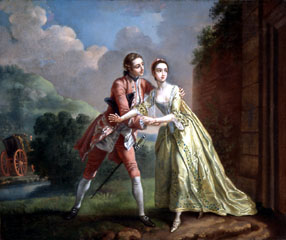
Robert Lovelace se dispone a raptar a Clarissa.

## Valoración

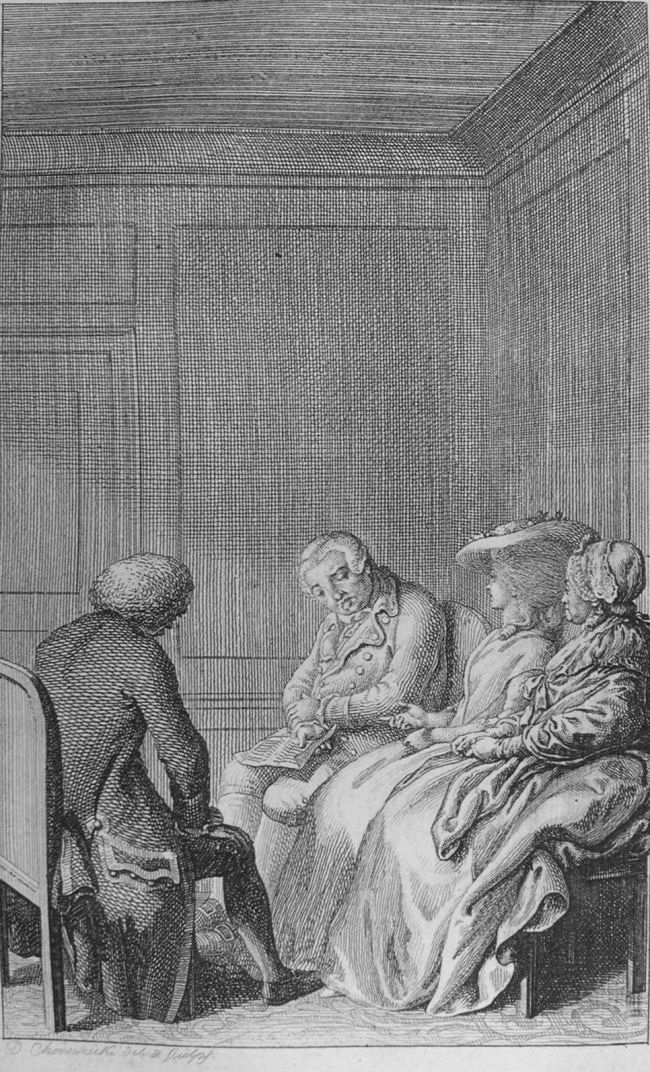
Grabado de Daniel Chodowiecki^{[//commons.wikimedia.org/wiki/Daniel_Chodowiecki]} que ilustra la traducción integral francesa de Pierre Le Tourneur, en 10 volúmenes. Ginebra, 1785.

Es considerado mejor libro que su precedente, Pamela o la virtud recompensada. Es indiscutible su habilidad para el análisis psicológico y su capacidad para conmover. Richardson es un moralista capaz de delicadezas femeninas, observaciones psicológicas, de asombrosa justeza y a veces de agudeza turbadora.
El sentimiento de esta novela es ya profundamente prerromántico.
Esta obra conmovió no sólo a Inglaterra, sino a toda Europa, por su blando sentimentalismo. Un problema que plantea, tanto para su traducción como para el lector actual, es su extensión y la repetición de los párrafos epistolares. Precisamente esa extensión (unas dos mil y pico páginas) puede ser lo que haya evitado que se convierta en un clásico.

## Adaptaciones para televisión
En 1991, la BBC hizo una adaptación de la novela en forma de miniserie de televisión; fue protagonizada por Sean Bean.